# Porto de Santa Fé
O Porto de Santa Fé é um importante porto fluvial da Argentina. Está localizado na cidade de Santa Fé, na província de Santa Fé, sendo a nona cidade mais populosa da Argentina. O Porto está localizada na região centro-leste do país, às margens da lagoa Setúbal, do Rio Santa Fé e do Rio Salado, um afluente do Rio Paraná.

## Características
O Porto de Santa Fé está localizado no coração da Hidrovia Paraguai-Paraná (km. 584 do Rio Paraná), sendo, a montante, o último porto ultramarino apto para operações com navios oceânicos. A sua localização estratégica torna-o o elo adequado para unir nós de transporte (terrestre-fluvial-oceânico), permitindo o desenvolvimento da cabotagem nacional e internacional e das operações marítimas internacionais, de carga unitizada, contentorizada, granel, carga geral, etc., de e para o interior do país, formado pelas Regiões Central, Noroeste e Nordeste da República Argentina. Da mesma forma, sua posição privilegiada o caracteriza geograficamente como centro obrigatório de transferência de cargas de e para os países localizados na Hidrovia. Conectado à Hidrovia Paraguai-Paraná por meio de Canal de Acesso artificial com 7 km de extensão e largura de 60 m nos trechos retos e 80 m nos trechos curvos, com profundidade mínima de 25 pés.

## Porto-cidade
A cidade de Santa Fé e a província de Santa Fé, constituem-se no centro principal da área agrícola e pecuarista da Argentina e um ponto de encontro no coração do Mercosul. Santa Fé tem, portanto, um papel importante na exportação de produtos, particularmente por seu porto comercial. Pode-se chegar ao Porto de Santa Fé pelo Oceano Atlântico, através da via denominada Paraná das Palmas, constituída pelo Rio da Prata (canal Mitre, de acesso ao Porto de Buenos Aires), Rio Paraná das Palmas, Rio Paraná Inferior, ou pela via “Rio Paraná Guaçú – Paraná Bravo”, formada pelo Rio da Prata (canal Martín García, de acesso ao Porto de Buenos Aires), Rio Paraná Guaçú, Rio Bravo, Rio Paraná Inferior. Água acima, se conecta com os rios Paraná e Paraguai até o Paraguai (Porto de Assunção), Bolívia (Porto Aguirre e Porto Suárez) e Brasil (Porto Ladário, Corumbá e Cáceres – Km 3432). A esta rede de vias fluviais se denomina Hidrovia.
O Porto de Santa Fé está localizado no coração do sistema hídrico Paraguai – Paraná (Km 584 do Rio Paraná), sendo o Porto de comércio de ultramar mais valioso para as operações com navios oceânicos, devido à sua localização estratégica, pois conecta neste ponto diversas modalidades de transporte. Ao mesmo tempo o Porto tem um papel econômico importante, estimulando o comércio de cabotagem nacional e internacional e contribuindo para o mercado marítimo internacional, principalmente na exportação de produtos agrícolas em grão – soja, trigo e milho –, produtos elaborados – como açúcar, carnes e laticínios –, produtos industriais de consumo e minerais. A hinterlândia que funciona como Porto é constituída principalmente pela Região Centro, Noroeste e Nordeste de Argentina. Além disso, devido à sua localização privilegiada, o Porto de Santa Fé é o melhor lugar para a transferência de carga, tanto de chegada como de partida, para os países situados ao longo da Hidrovia. Graças à sua localização estratégica, às excelentes conexões ferroviárias e rodoviárias em sua hinterlândia, e aos tratados de integração entre os países do Mercosul, o Porto de Santa Fé deve ter no futuro um papel muito importante no desenvolvimento de logísticas alternativas no intercâmbio comercial de países como Brasil e Chile.